# A Közép-afrikai Köztársaság az 1984. évi nyári olimpiai játékokon
A Közép-afrikai Köztársaság az egyesült államokbeli Los Angelesben megrendezett 1984. évi nyári olimpiai játékok egyik részt vevő nemzete volt. Az országot az olimpián 2 sportágban 3 sportoló képviselte, akik érmet nem szereztek.

## Atlétika
Férfi
| Versenyző        | Versenyszám | Eredmény | Helyezés |
| ---------------- | ----------- | -------- | -------- |
| Adolphe Ambowodé | Maraton     | 2:41:26  | 70.      |

## Ökölvívás
| Versenyző        | Versenyszám | Selejtező               | 32-es főtábla             | Nyolcaddöntő      | Negyeddöntő       | Elődöntő          | Döntő             | Helyezés |
| Versenyző        | Versenyszám | Ellenfél Eredmény       | Ellenfél Eredmény         | Ellenfél Eredmény | Ellenfél Eredmény | Ellenfél Eredmény | Ellenfél Eredmény | Helyezés |
| ---------------- | ----------- | ----------------------- | ------------------------- | ----------------- | ----------------- | ----------------- | ----------------- | -------- |
| Dieudonné Kossi  | Könnyűsúly  | erőnyerő                | Douglas Odame (GHA) · RSC | kiesett           | kiesett           | kiesett           | kiesett           | 17.      |
| Antoine Longoudé | Váltósúly   | Rudel Obreja (ROU) · KO | kiesett                   | kiesett           | kiesett           | kiesett           | kiesett           | 33.      |